# دشتک (مرودشت)
روستای دَشت کوچک از توابع بخش درودزن دهستان ابرج شهرستان مرودشت، مختصات جغرافیایی ۵۲ درجه و ۲۸ دقیقه طول شرقی و ۳۰ درجه و ۱۷ دقیقه عرض شمالی، در تنگه کوه دشت کوچک در شمال دشت درودزن قرار دارد. ارتفاع این روستا از سطح دریا ۲۰۴۰ متر است و آب و هوای آن در بهار و تابستان معتدل و در پائیز و زمستان سرد است.(منبع.۱) 
دشت کوچک یکی از قدیمی‌ترین روستاهای استان فارس است و به لحاظ استقرار در دشتی کوچک به نام دشت کوچک معروف شده‌است. بقایای آثاری از دوره هخامنشیان در روستا به جا مانده‌است و تاریخ شکل‌گیری روستا براساس سنگ نوشته‌های گورستان قدیمی دشتک، به قرن هفتم ه ق مربوط است.(منبع۲)

## زبان
مردم به گویش دشتکی یکی از گویش های جنوب غربی ایران سخن می گویند.